# GSC4657-620
GSC4657-620 — хімічно пекулярна зоря спектрального класу F2, що має видиму зоряну величину в смузі V приблизно 10,9.